# 聂菲尔涅胡预言
《聂菲尔涅胡预言》是古埃及遗留下的少数文本之一。故事背景在古王国第四王朝斯涅弗鲁法老统治，一位名为聂非尔列胡的智者所作的预言。实际上，该文应该创作于第十二王朝。学者对文章内容所反应的现实有争议。